# Henry Harland
Henry Harland (n. Norwich, Connecticut, 1 de mayo de 1861, †  San Remo,  20 de diciembre de 1905) fue un novelista y editor de revistas estadounidense.

## Biografía
Henry Harland nació en Norwich , Connecticut, hijo del abogado fourierista judío Thomas Harland. Aunque el escritor  afirmó reiteradamente haber nacido en San Petersburgo, y así se recoge en no pocas reseñas biográficas,  los investigadores ponen en cuestión esta afirmación.  Lo que es seguro es que se crio en Nueva York, donde vivía en el sector germano-judío de la ciudad.
Harland estudió en el City College de Nueva York, viajó por Europa (Roma y París) y finalmente en se graduó en Harvard. En 1884 se casó con Aline Herminie Merriam, que compartía sus intereses artísticos y utilizaba el seudónimo de “G. Glastonbury".
En 1889 o 1890 Harland se trasladó a Londres, donde fue editor literario de la revista The Yellow Book, importante exponente del esteticismo “fin de siglo” y en la que colaboraban autores como Henry James, William Butler Yeats o Ernest Dowson, con notable aportación femenina de escritoras como Ella D'Arcy o Charlotte Mew.
Henry Harland murió en San Remo en 1905, a causa de un prolongado proceso tuberculoso.

## Obra literaria
En la obra literaria de Harland se distinguen con claridad dos períodos diferentes, cuya línea de separación coincide con el traslado a Gran Bretaña.
Durante el período americano, Harland, bajo el seudónimo de Sidney Luska, escribió una serie de novelas calificadas de “sensacionalistas y de escaso valor literario”, de las que el mismo se avergonzaría más adelante. Pero las novelas de esta época son también los primeros libros populares en los que se refleja la experiencia vital de los judíos estadounidenses, que el autor celebra al tiempo que la critica. Ello explica que su recepción por la comunidad judía fuera muy desfavorable, acusándole de “condescendencia” y de asumir los estereotipos acerca  de los judíos. La novela más conocida de esta época es Mrs. Peixada, aparecida en 1886.
A partir del traslado a Londres, Harland centró su atención en la ficción psicológica y en los relatos breves, en línea con el esteticismo dominante en los círculos literarios de la época. Tras unas colecciones de relatos que obtuvieron respeto crítico pero escasa popularidad, como Grey Roses (1895), el éxito le llegó con The Cardinal Snuff-Box (1900), a la que siguieron otras como Lady Paramount (1901) y My Friend Prospero (1903)
Al  morir, Harland dejó una novela inacabada, The Royal End, que fue completada por su esposa, siguiendo las notas que el autor había dejado, y que se publicó póstumamente en 1909